# Wladimir Konstantinowitsch Konowalow

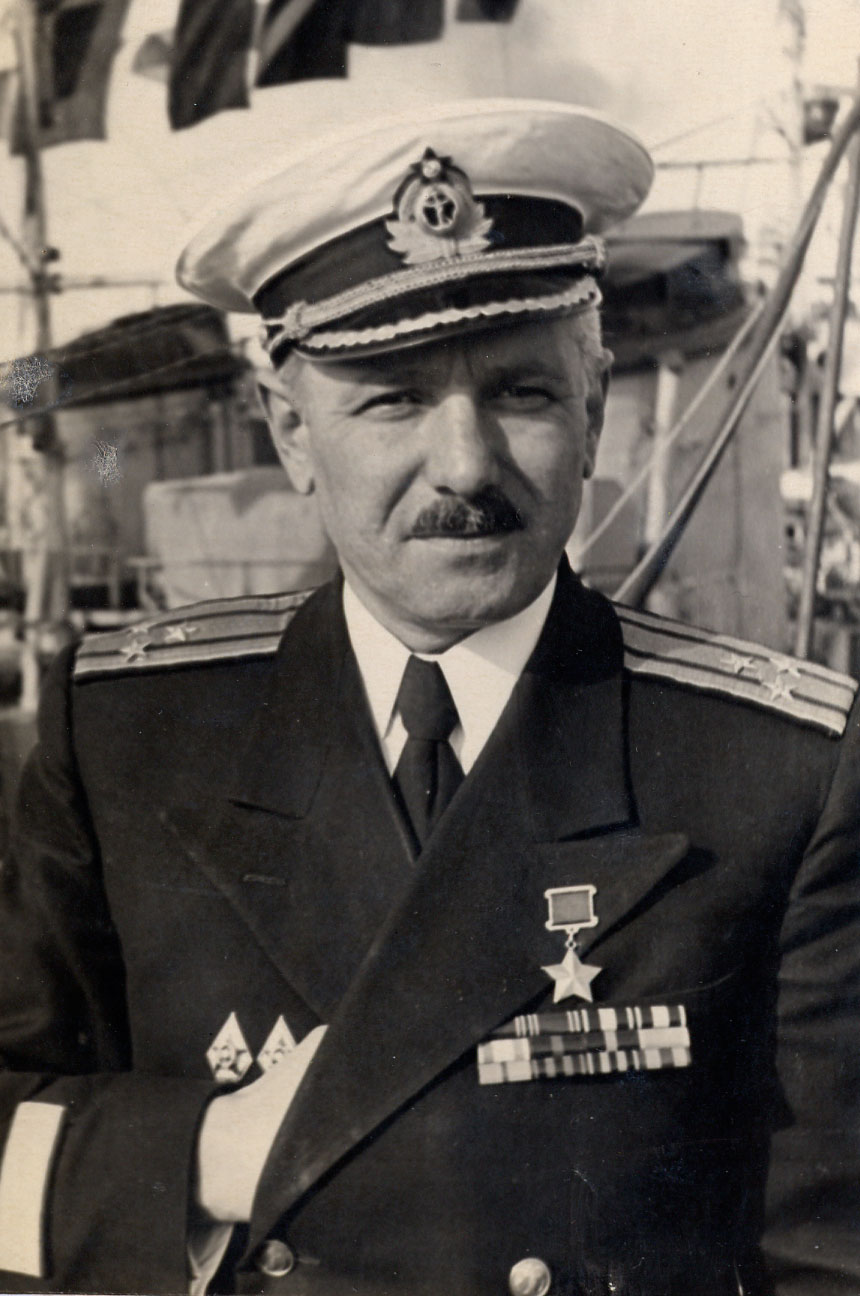
Wladimir Konstantinowitsch Konowalow

Wladimir Konstantinowitsch Konowalow (russisch Владимир Константинович Коновалов, eigentlich Вульф Калманович Коновалов/Wulf Kalmanowitsch Konowalow; * 22. Novemberjul. / 5. Dezember 1911greg. in Nadjoschnoje (heute Nadijne, Ukraine); † 29. November 1967 in Leningrad) war U-Boot-Kommandant der Sowjetischen Marine (Baltische Flotte) im Zweiten Weltkrieg.

## Leben
Konowalow wurde in einer jüdischen Familie in der Landwirtschaftkolonie Nadjoschnoje im Südosten der Ukraine geboren (heute ukrainisch Надійне/Nadijne, Rajon Huljajpole, Oblast Saporischschja).
Konowalow versenkte als Kommandant des U-Boots L-3 während des Zweiten Weltkrieges am 16. April 1945 das deutsche Frachtschiff Goya, das zur Evakuierung Ostpreußens eingesetzt war. An Bord befanden sich Flüchtlinge und Soldaten, darunter Verwundete. Nach zwei Torpedotreffern sank die Goya innerhalb von etwa sieben Minuten. Dabei starben 7000 Menschen, darunter viele Kinder, Frauen und ältere Menschen. Für die Versenkung bekam Konowalow am 8. Juli 1945 die Auszeichnung Held der Sowjetunion verliehen.
Im Laufe seiner Karriere wurde Konowalow dreimal der Leninorden verliehen, außerdem der Uschakoworden Zweiter Klasse, zweimal der Orden des Vaterländischen Krieges Erster Klasse und zweimal der Orden des Roten Sterns.

## Trivia
Im Roman Jagd auf Roter Oktober und dem gleichnamigen Film wird das fiktive sowjetische Angriffs-U-Boot des kernenergiebetriebenen Projekt 705 V. K. Konovalov genannt.